# Günter Gloser

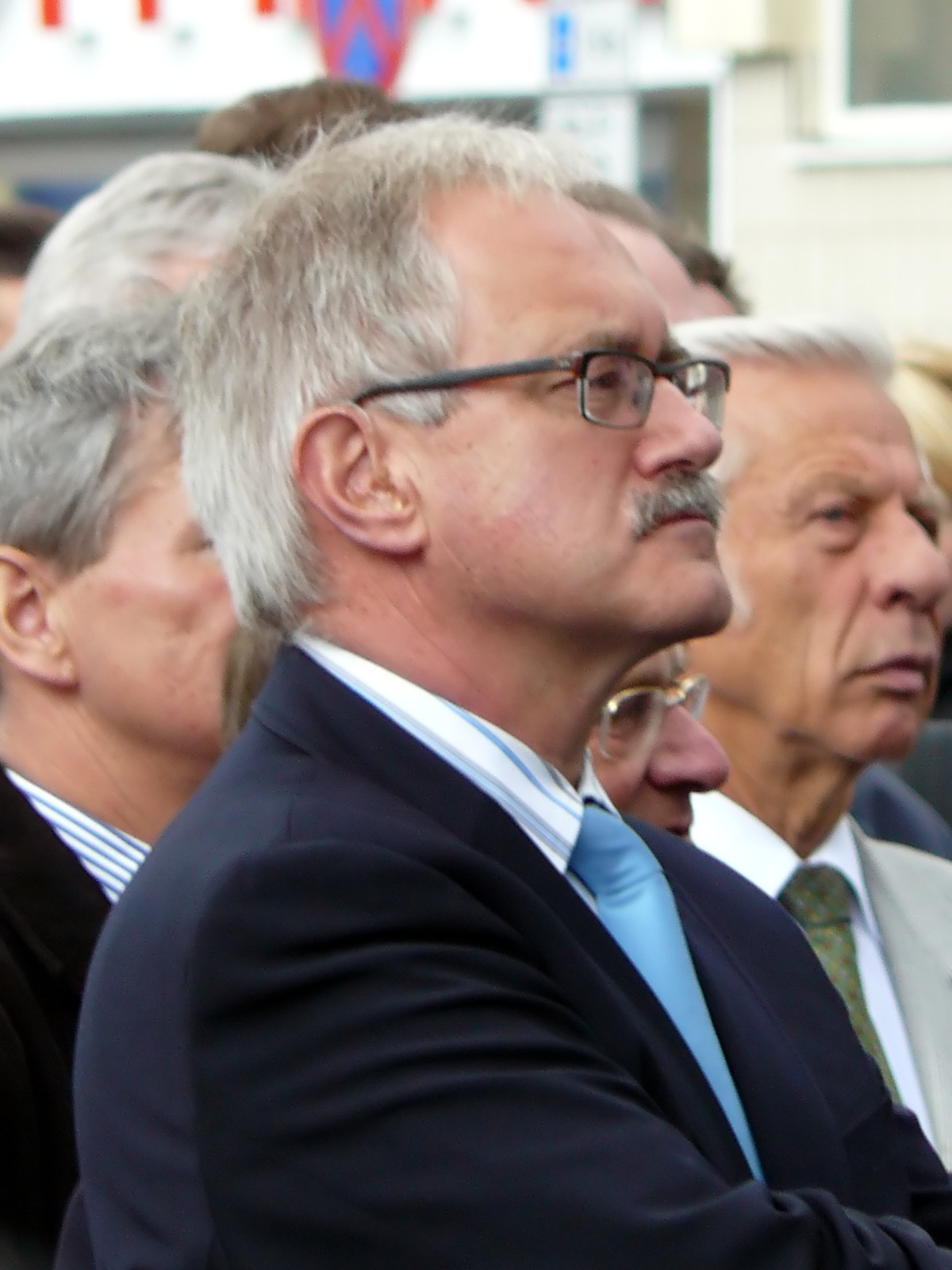
Günter Gloser, 2008

Günter Gloser (* 27. Januar 1950 in Nürnberg) ist ein deutscher Politiker (SPD). Er war von 1994 bis 2013 Mitglied des Deutschen Bundestages und von 2005 bis 2009 Staatsminister für Europa im Auswärtigen Amt.

## Leben und Beruf
Nach dem Abitur 1970 am Leibniz-Gymnasium in Altdorf bei Nürnberg leistete Gloser zunächst seinen Wehrdienst ab und absolvierte anschließend ab 1972 ein Studium der Rechtswissenschaft an der Friedrich-Alexander-Universität Erlangen-Nürnberg, das er 1979 mit dem ersten und 1981 mit dem zweiten juristischen Staatsexamen beendete. Im selben Jahr wurde Gloser als Rechtsanwalt zugelassen, trat aber schon 1982 in den Dienst der Bundesanstalt für Arbeit ein, wo er zuletzt als Referatsleiter in Nürnberg tätig war.
Günter Gloser ist verheiratet und hat zwei Söhne.

## Partei
Schon als Schüler wurde Gloser 1969 Mitglied der SPD. Als Auslöser für sein politisches Engagement nannte er die Friedenspolitik Willy Brandts und seinen Willen, „nicht nur zuzuschauen und zu kritisieren, sondern selber mitzugestalten“. Von 1997 bis 2004 war er Vorsitzender des SPD-Unterbezirks Nürnberg.

## Abgeordneter
Von 1994 bis 2013 war er Mitglied des Deutschen Bundestages. Hier war er von 2000 bis 2005 europapolitischer Sprecher und von 2002 bis 2005 auch Mitglied des Vorstandes der SPD-Bundestagsfraktion.
Günter Gloser ist 1998 als direkt gewählter Abgeordneter des Wahlkreises Nürnberg-Nord und sonst stets über die Landesliste Bayern in den Bundestag eingezogen.

## Mitgliedschaften
Gloser ist Mitglied der Europa-Union Parlamentariergruppe Deutscher Bundestag.

## Öffentliche Ämter
Am 24. November 2005 wurde er als Staatsminister im Auswärtigen Amt mit dem Zuständigkeitsbereich Europa in die von Bundeskanzlerin Angela Merkel geführte Bundesregierung (Kabinett Merkel I) berufen. In dieser Funktion war er auch Beauftragter der Bundesregierung für die deutsch-französische Zusammenarbeit. Nach der Bundestagswahl 2009 und dem folgenden Regierungswechsel schied Gloser im Oktober 2009 aus dem Amt.

## Ehrenämter
Günter Gloser ist Mitglied des Präsidiums der Europa-Union Deutschland und dessen Parlamentariergruppe im Deutschen Bundestag sowie Vorstandsmitglied der DAFG – Deutsch-Arabische Freundschaftsgesellschaft e. V.
Am 21. Oktober 2012 ist er neu in den evangelischen Kirchenvorstand Nürnberg – St. Sebald gewählt worden. Die Amtsperiode dauert sechs Jahre.

## Auszeichnungen
- 2006: Medaille für besondere Verdienste um Bayern in einem Vereinten Europa
- 2009: Bayerischer Verdienstorden
- 2009: Offizier der Ehrenlegion
- 2009: Großkreuz des portugiesischen Verdienstordens